# Liste de jeux vidéo de baseball
La liste de jeux vidéo de baseball répertorie les jeux vidéo de baseball, classés par ordre alphabétique.
- Haut – A
- B
- C
- D
- E
- F
- G
- H
- I
- J
- K
- L
- M
- N
- O
- P
- Q
- R
- S
- T
- U
- V
- W
- X
- Y
- Z

## 0-9
- 2020 Super Baseball
- 3D Baseball
- '98 Kōshien
- '99 Kōshien

## A
- All-Star 1997 Featuring Frank Thomas
- All-Star Baseball '99
- All-Star Baseball 2000
- All-Star Baseball 2001
- All-Star Baseball 2002
- All-Star Baseball 2003
- All-Star Baseball 2004
- All-Star Baseball 2005
- All-Star Major League Baseball

## B
- Backyard Baseball
- Backyard Baseball 2001
- Backyard Baseball 2003
- Backyard Baseball 2005
- Backyard Baseball 2006
- Backyard Baseball '09
- Backyard Baseball '10
- Backyard Sports: Baseball 2007
- Backyard Sports: Sandlot Sluggers
- Baseball
- Baseball
- Baseball 2000
- Baseball Advance
- Baseball Live 2009
- Baseball Mogul
- Baseball Stars 2
- Baseball Stars Professional
- Baseball Stars: Be a Champ!
- Bases Loaded
- Bases Loaded 3
- Bases Loaded 4
- Bases Loaded II
- Batter Up
- Big League Baseball
- Bomberman Hardball
- Bottom of the 9th

## C
- Cal Ripken Jr. Baseball
- Capcom Baseball
- Championship Baseball
- Chō Kyūkai Miracle Nine
- Chōkūkan Night: Pro Yakyū King
- Chōkūkan Night: Pro Yakyū King 2
- Computer Baseball

## D
- Diabolical Pitch
- Dokaben: Visual Card Game
- Dokaben 2

## E
- Earl Weaver Baseball
- Egawa Suguru no Super League CD
- ESPN Baseball Tonight
- Exciting Baseball
- Extra Bases

## F
- Famista 2
- Famista 3
- Famista 64
- Famista Advance
- Frank Thomas Big Hurt Baseball
- Front Page Sports Baseball '94

## G
Pas d'entrée.

## H
- HardBall!
- HardBall II
- HardBall III
- HardBall 4
- HardBall 5
- HardBall 6

## I
Pas d'entrée.

## J
- Jikkyō Powerful Pro Yakyū 2000
- Jikkyō Powerful Pro Yakyū 4
- Jikkyō Powerful Pro Yakyū 5
- Jikkyō Powerful Pro Yakyū 6
- Jikkyō Powerful Pro Yakyū Basic-ban 2001

## K
- Ken Griffey Jr. Presents Major League Baseball
- Ken Griffey Jr.'s Slugfest
- Kyūkai Dōchūki

## L
Pas d'entrée.

## M
- Major League Baseball
- Major League Baseball
- Major League Baseball 2K5
- Major League Baseball 2K6
- Major League Baseball 2K7
- Major League Baseball 2K8
- Major League Baseball 2K9
- Major League Baseball 2K10
- Major League Baseball 2K11
- Major League Baseball 2K12
- Major League Baseball 2K13
- Major League Baseball Featuring Ken Griffey Jr.
- Mario Sports Superstars
- Mario Superstar Baseball
- Mike Piazza's Strike Zone
- MLB 09: The Show
- MLB Power Pros
- MLB The Show 20
- MLBPA Baseball

## N
- Nicktoons MLB
- Nikkan Sports Pro Yakyū VAN

## O
- Old Time Baseball
- Out of the Park Baseball
- Out of the Park Baseball II
- Out of the Park Baseball 3
- Out of the Park Baseball 4
- Out of the Park Baseball 5
- Out of the Park Baseball 6
- Out of the Park Baseball Manager 2006
- Out of the Park Baseball 2007
- Out of the Park Baseball 8
- Out of the Park Baseball 9
- Out of the Park Baseball 10
- Out of the Park Baseball 11
- Out of the Park Baseball 12
- Out of the Park Baseball 13
- Out of the Park Baseball 14
- Out of the Park Baseball 15
- Out of the Park Baseball 16
- Out of the Park Baseball 17
- Out of the Park Baseball 18

## P
- Pete Rose Pennant Fever
- Power League 64
- Power Pro Kun Pocket 3
- Pro Yakyū Famista 2011
- Pro Yakyū Famista Climax
- Pro Yakyū Famista Online 2010
- Pro Yakyū Famista Returns
- Pro Yakyū Team o Tsukurō! 2
- Pro Yakyū Team o Tsukurō! 3
- Pro Yakyū Team o Tsukurō! 2003
- Pro Yakyū Team o Tsukurō! Advance
- Pro Yakyū Team o Tsukurō! Online
- Pro Yakyū Super League CD

## Q
Pas d'entrée.

## R
- R.B.I. Baseball
- R.B.I. Baseball '93
- R.B.I. Baseball '94
- R.B.I. Baseball '95
- R.B.I. Baseball 3
- R.B.I. Baseball 4
- Roger Clemens' MVP Baseball

## S
- Sekai Shokubo Sohansen: Kinkangun
- Sports Talk Baseball
- Super Batter Up
- Super Challenge Baseball
- Super League
- Super Mario Stadium Baseball

## T
- Tecmo Super Baseball
- Tel Tel Stadium
- The Baseball 2003
- Tony La Russa Baseball '95
- Tony La Russa Baseball 3
- Tony La Russa Baseball II
- Tony La Russa's Ultimate Baseball
- Triple Play 2000
- Triple Play 96

## U
Pas d'entrée.

## V
- Virtual League Baseball

## W
- Wii Sports
- Wii Sports Club
- World Championship Baseball
- World Series Baseball
- World Series Baseball
- World Series Baseball
- World Series Baseball
- World Series Baseball starring Deion Sanders
- World Series Baseball '95
- World Series Baseball '95
- World Series Baseball '96
- World Series Baseball '96
- World Series Baseball II
- World Series Baseball '98
- World Series Baseball '98
- World Series Baseball
- World Series Baseball 2K1
- World Series Baseball 2K2
- World Series Baseball 2K3
- World Series Major League Baseball

## X
Pas d'entrée.

## Y
Pas d'entrée.

## Z
Pas d'entrée.